# Jurmala G. P.
O Jurmala G. P. foi uma competição de ciclismo profissional que se disputava na Letónia, no mês de junho.
O percurso consta de 14 voltas a um circuito na cidade de Jūrmala. Começou-se a disputar em 2011 fazendo parte do UCI Europe Tour, dentro da categoria 1.2 (última categoria do profissionalismo), sendo seu primeiro ganhador o veterano corredor estónio Jaan Kirsipuu, ganhando a corrida com 41 anos.
Em 2013 ascendeu à categoria 1.1 e disputou-se um dia após o Riga-Jurmala Grand Prix.

## Palmarés
| Ano  | Ganhador          | Segundo            | Terceiro      |
| ---- | ----------------- | ------------------ | ------------- |
| 2011 | Jaan Kirsipuu     | Ioannis Tamouridis | Andžs Flaksis |
| 2012 | Rafael Andriato   | Leonid Krasnov     | Emīls Liepiņš |
| 2013 | Francesco Chicchi | Rafael Andriato    | Rico Rogers   |

## Palmarés por países
| País    | Vitórias |
| ------- | -------- |
| Estónia | 1        |
| Brasil  | 1        |
| Itália  | 1        |